# 女子カメラ
『女子カメラ』（じょしカメラ）は、神戸コレクションモデルオーディショングランプリ歴を持ち、元AKB48の13期研究生の光宗薫が映画初主演の作品。
大学の写真サークルに所属しする女子大生4人の友情と、写真を通して家族のきずなの大切さに気付いていく姿を描いたハートフルな内容。
向井宗敏監督による日本映画。
劇場公開日は、2012年11月24日。

## ストーリー
大学の写真サークルに所属する仲良し4人組の美樹、彩、岡田、春佳は、美樹の両親が経営する喫茶店「Tide-pool」で多くの時間を過ごしてきた。1か月後に大学卒業を控えた4人は、最後の思い出に卒業旅行を計画するが、美樹が教育実習で旅行に参加できなくなったり、春加が4人から集めた旅行代金を紛失したりと様々なアクシデントが起こる。
そんな中、美樹は父親の栄治から「Tide-pool」に貼ってある家族写真に込められた想いを聞き、友だちの「家族は、みんなの家族」だと、4人の卒業旅行の代わりに、全国各地にいるそれぞれの家族に会いに行き、それぞれの家族写真を撮りに行こうと提案する。

## キャスト
- 吉澤美樹 - 光宗薫(元AKB48)
- 坂井彩 - 熊谷弥香
- 岡田めぐみ - 高山都
- 村松春佳 - 園ゆきよ
- 吉澤栄治 - 隆大介
- 吉澤幸子 - 大友恵理
- 吉澤豊 - 高田宏太郎
- 坂井登 - グレート義太夫
- 岡田剛一 - 國本鍾建
- 岡田ルミ子 - 和泉ちぬ
- 岡田誠治 - 中村讓
- 岡田剛 - 津野哲郎
- 村本良三 - 三遊亭歌之助
- 村本茂子 - 重田千穂子
- 村松ヨシ - 外山恵美子
- 千春 - 橋本マナミ
- レナ - 古橋舞悠

## スタッフ
- 監督・脚本 - 向井宗敏
- 製作 - 山田浩貴、三村克彦
- プロデューサー - 西健二郎、安久慎一、菅沼公明
- 撮影　- 金谷宏二
- 美術 - 山下修侍
- 録音 - 照井康政
- 編集 - 北島翔平
- 衣装 - 野村明子
- 音楽 - 栗本修
- 主題歌 - 石田ミホコ「チクチク虫」
- ヘアメイク・スタイリスト - 岩橋奈都子
- コーディネーター - 四元秀臣
- 助監督 - 佐高美智代
- 製作担当 - 小笠原直樹
- キャスティング -梶野友紀子
- 製作 - 「女子カメラ」製作委員会
- 配給 - 佐世保映像社
- 制作会社 - フレッシュハーツ
- 協力 - 日本ヒューレット・パッカード株式会社

## Blu-ray / DVD
2013年1月18日発売。発売・販売元は株式会社オールインエンタテインメント。